# Gungstol
En gungstol är en stol som är monterad på en sorts böjd skida som gör att man med hjälp av sin kroppsvikt kan få den att gunga fram och tillbaka. Den är ofta gjord i trä. Gungstolen började att tillverkas i mitten av 1700-talet i USA.

## Gungstolen i Sverige
Till Sverige kom gungstolen på 1800-talet. Ett av de äldsta beläggen är en akvarell från Sunne prästgård i Värmland 1852 där en gungstol finns avbildad. Två interiörbilder från Johan Hellbergs hem i Stockholm målade av Johan Zacharias Blackstadius 1856 återger också en gungstol. Likaså finns en gungstol i en modell av huvudbyggnaden på Remningstorps herrgård som idag finns på Nordiska museet. Modellen är tillverkad 1865 men kopierad efter byggnadens inredning som införskaffades i början av 1850-talet. Dessa gungstolar var alla av så kallad "bostontyp", av svarvade pinnar och ett överstycke i senempire. Under 1860-talet börjar gungstolar tillverkas i Sverige i större skala. Småland blev tidigt ett centrum för gungstolstillverkningen, men även i södra Östergötland, Västergötland gjordes gungstolar för avsalu under 1860- och 1870-talen. Även i Östervåla socken och på vissa håll runt runt Siljan förekom tillverkning av gungstolar för avsalu under 1800-talet. Under slutet av 1800-talet kom den "amerikanska gungstolen" med meden placerad på en bock och fastsatt med en stålfjäder på modet.
Ordet "gungstol" är belagt i svenska språket sedan 1808.

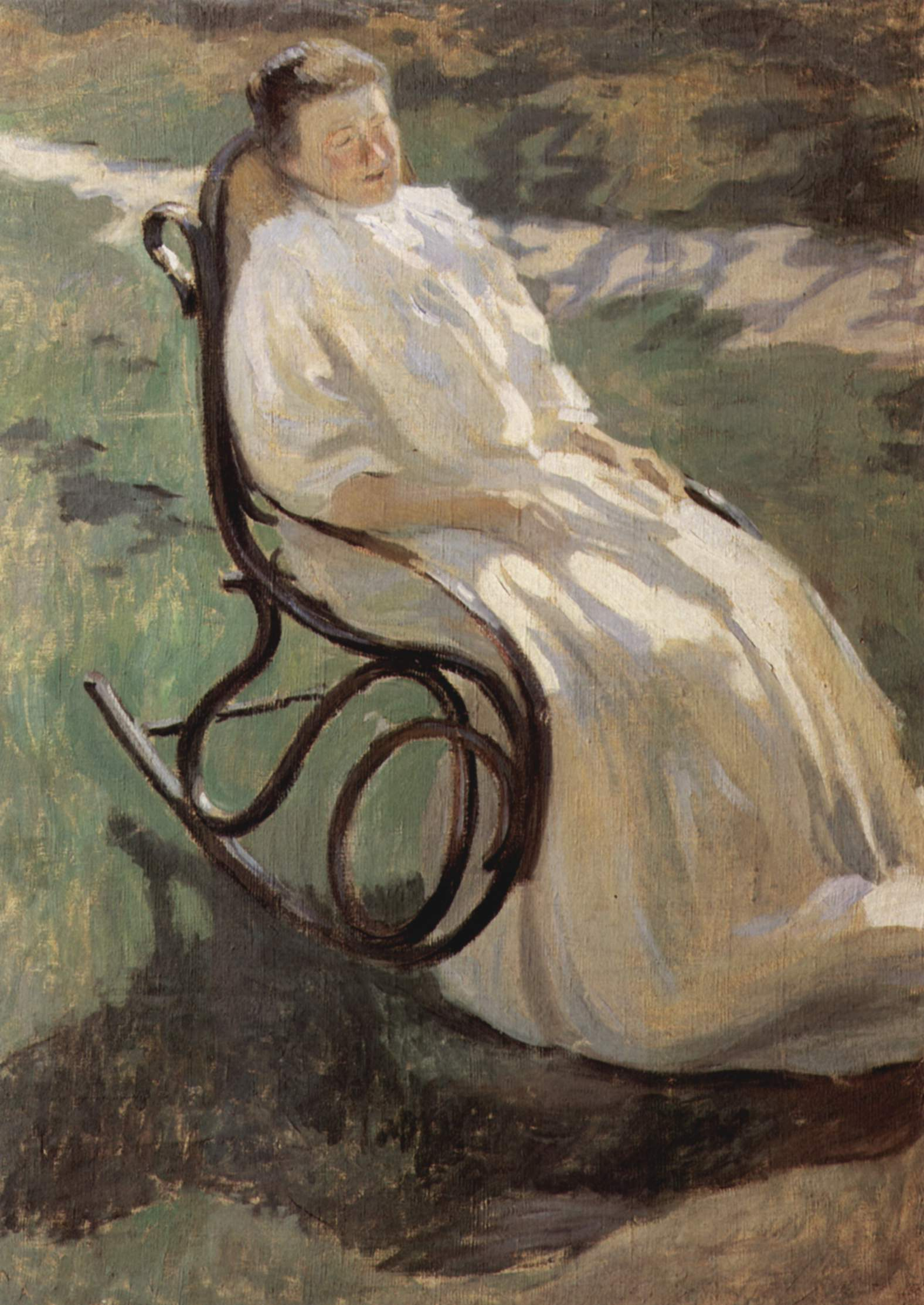
En dam i en gungstol (målad av Wiktor Elpidiforowitsch Borissow-Mussatow)
Gungstol med rottingflätning, 1840-tal.
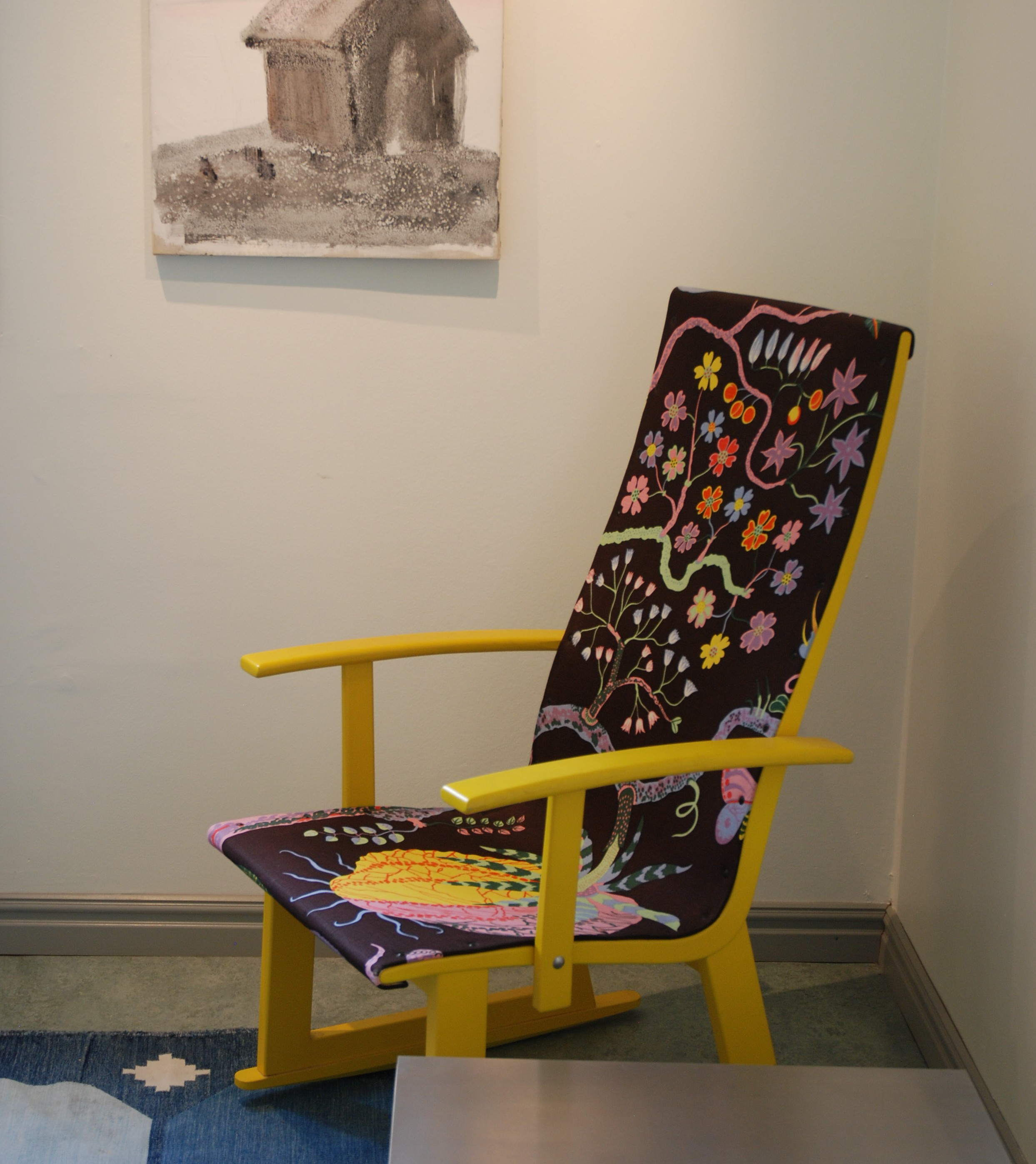
Modern gungstol från 2007 av Åke Axelsson
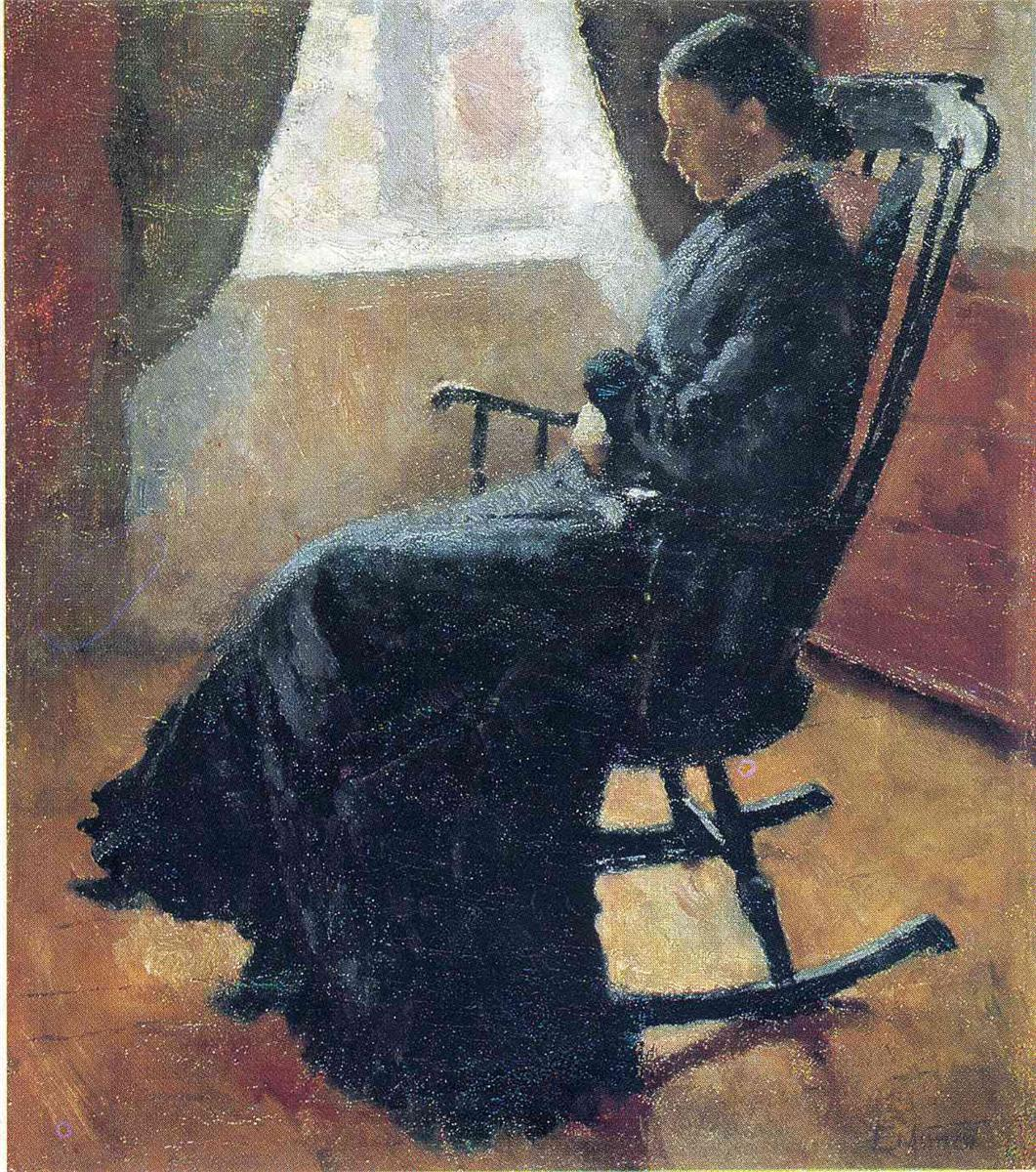
Karen i gungstolen. Målning av Edvard Munch 1883, detta är en gungstol av så kallad "bostontyp".